# 第一次蔣中正內閣

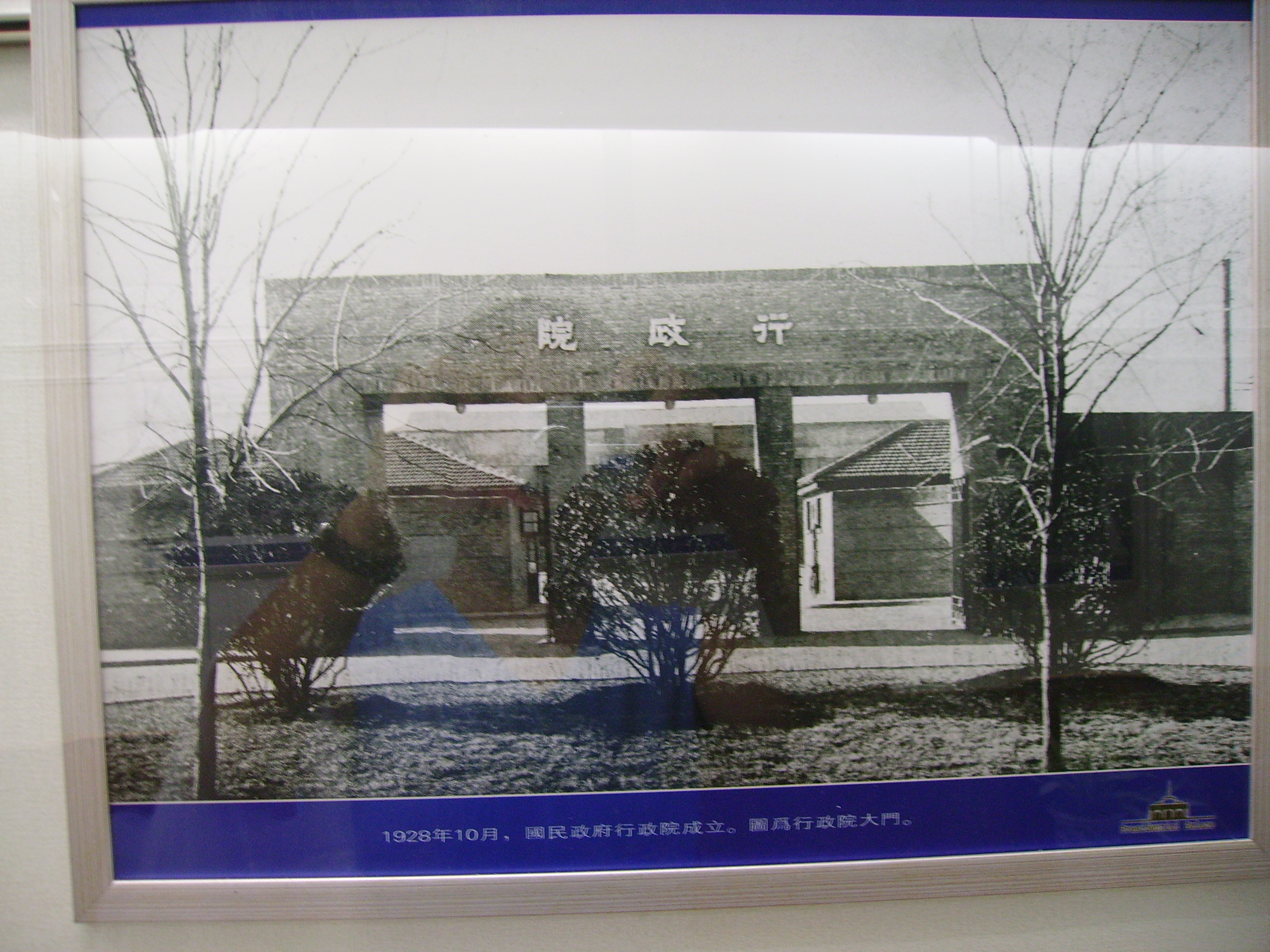

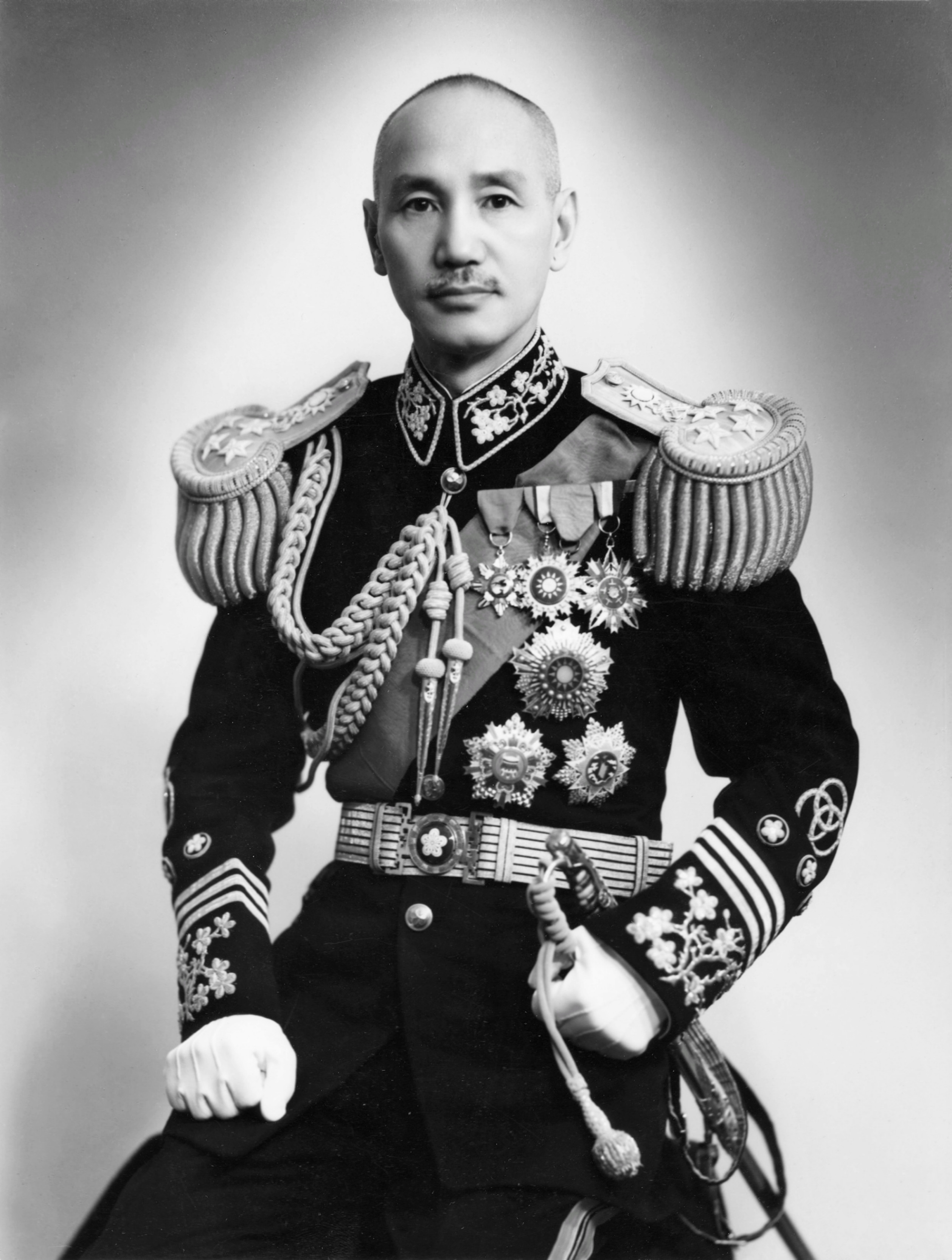

蔣中正內閣共組成過三次，首次成立於1930年11月18日。該內閣為中華民國國民政府的第二任內閣。在此任期的內閣中，蔣中正身兼數任，而其行政院院長職務，依法為國民政府委員會所選。1931年9月28日，中國發生日本軍攻打东北的九一八事變，同年12月15日，蔣中正為此事變下臺，內閣宣佈解散。

## 內閣成員
- 行政院院長：蔣中正（ 中國國民黨）
- 行政院副院長：宋子文（ 中國國民黨）
- 內政部部長：劉尚清（ 中國國民黨）
- 外交部部長：王正廷（ 中國國民黨）
- 財政部部長：宋子文（ 中國國民黨）
- 軍政部部長：何應欽（ 中國國民黨）
- 海軍部部長：楊樹莊
- 教育部部長：高魯
- 交通部部長：王伯群（ 中國國民黨）
- 鐵道部部長：孫科（ 中國國民黨）
- 實業部部長：孔祥熙（ 中國國民黨）
- 蒙藏委員會委員長：馬福祥（ 中國國民黨）
- 僑務委員會委員長：吳鐵城（ 中國國民黨）
- 禁煙委員會委員長：劉瑞恆